# 雷爾夫 (密蘇里州)
雷爾夫（英語：Relfe）是位於美國密蘇里州費爾普斯縣的鬼鎮。

## 歷史
雷爾夫的郵局於1866年設立，其後於1928年停運。

## 地理
雷爾夫所處的海拔為高於海平面254米（即833英呎），而該地所採用的時區為UTC-6，即北美中部時區（CST）。同時該地設有夏令時間，為UTC-6調快一小時，即UTC-5（CDT）。